# 段展
段展（越南语：／；1854年5月15日—1919年8月15日），原名段仲榮（越南语：／），字尹誠（越南语：／），號梅園（越南语：／），越南阮朝官員、作家。

## 生平
段展，是河内省應和府青威縣左青威總右洲村（今屬河內市青池縣右和社左青威村）人，嗣德七年四月十九日（1854年5月15日）出生，父親是翰林院侍講學士段仲暄。嗣德二十八年（1875年），段展成為蔭生，任青威縣幫辦縣務。同慶元年（1886年），段展參加丙戌恩科鄉試，考中河南寧平場舉人。
成泰元年（1889年），段展補授北圻經略衙主事司務。成泰六年（1894年），升任平江知府。成泰八年（1896年），改任荊門知府，後歷任南策知府和寧江知府。成泰十四年（1902年），升河內按察使。次年（1903年），升寧平巡撫。成泰十八年（1906年），改任河內巡撫。維新二年（1908年），再改任河南巡撫。後以巡撫銜充北江宣撫使。
後來，段展進入北圻統使府修書局任職，先後領北寧總督、南定總督等職。維新八年（1914年），升署協辦大學士，加太子少保銜。維新九年（1915年）十二月，段展上疏請求致事。次年（1916年）正月，阮朝朝廷准他實授協辦大學士致事。
啟定四年七月十二日（1919年8月15日），段展去世，壽六十六歲。阮朝朝廷追封為信威子（越南语：／）。

## 著作
段展參與編輯審閱《幼學漢字新書》、《越史新約全編》、《小學四書節略》等書，著有《安南風俗冊》（又名《小學本國風俗冊》）、《梅園詩集》、《梅園主人歸田錄》等書。並在成泰十七年（1905年）為父親段仲暄整理、刊印詩文集《應溪文集》。

## 家庭
- 子段添，法學士、詩人、作家，越南第一共和國時期公務員

## 外部鏈接
- Đoàn Triển với ngôi trường cách tân giáo dục đầu thế kỷ XX （页面存档备份，存于）